# Liste der Monuments historiques in Saint-Jean-sur-Tourbe
Die Liste der Monuments historiques in Saint-Jean-sur-Tourbe führt die Monuments historiques in der französischen Gemeinde Saint-Jean-sur-Tourbe auf.

## Liste der Immobilien
| Bezeichnung                | Beschreibung           | Standort               | Kennzeichnung | Schutzstatus | Datum | Bild           |
| -------------------------- | ---------------------- | ---------------------- | ------------- | ------------ | ----- | -------------- |
| Kirche Nativité-de-St-Jean | ab dem 11. Jahrhundert | Rue de l’Église (Lage) | PA00078839    | Classé       | 1946  | weitere Bilder |

## Liste der Objekte
| Bezeichnung                | Beschreibung                                                                    | Standort                                 | Kennzeichnung | Schutzstatus | Datum | Bild |
| -------------------------- | ------------------------------------------------------------------------------- | ---------------------------------------- | ------------- | ------------ | ----- | ---- |
| Taufbecken                 | Gusseisen, bemalt, 18. Jahrhundert; mit Deckel und Skulptur Johannes der Täufer | in der Kirche Nativité-de-St-Jean (Lage) | PM51002346    | Inscrit      | 1975  |      |
| Skulptur Heiliger Antonius | Holz, 18. Jahrhundert                                                           | in der Kirche Nativité-de-St-Jean (Lage) | PM51000979    | Classé       | 1975  |      |
| Skulptur Prophet Elias     | Holz, 18. Jahrhundert                                                           | in der Kirche Nativité-de-St-Jean (Lage) | PM51000980    | Classé       | 1975  |      |
| Skulptur Madonna mit Kind  | Holz, 18. Jahrhundert                                                           | in der Kirche Nativité-de-St-Jean (Lage) | PM51003240    | Inscrit      | 1989  |      |